# Lac de Malga Bissina
Le lac de Malga Bissina est un bassin artificiel situé au centre du val di Daone (val de Giudicarie), dans la province autonome de Trente. Il est principalement alimenté par les eaux du Chiese.

## Accès
La route menant au lac est asphaltée mais assez étroite et raide par endroits. Elle est fermée à la circulation de fin novembre à mai.

## Le Barrage

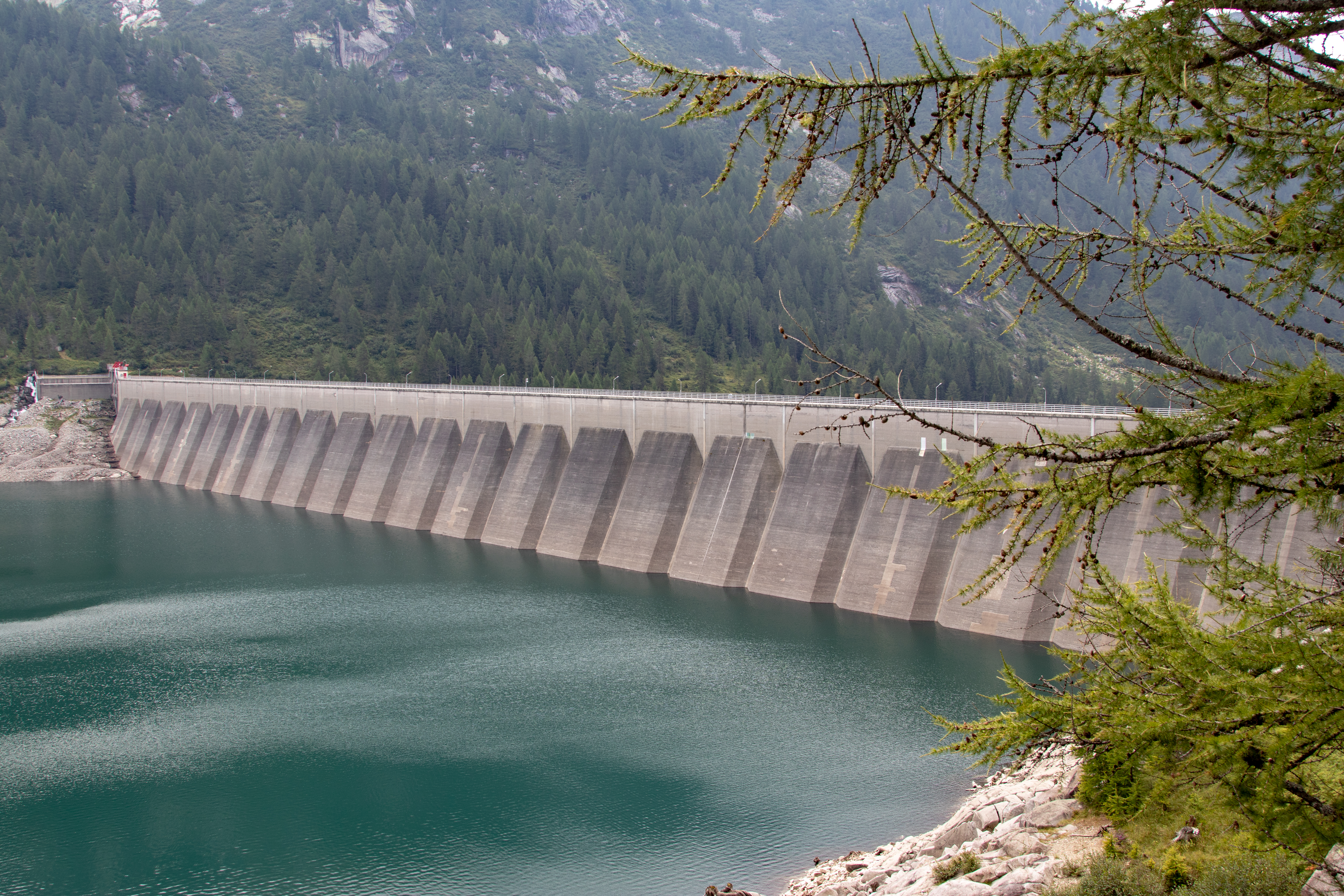
Le barrage de Malga Bissina.

Le barrage de Malga Bissina a été construit sur la base d'un projet de l'ingénieur Claudio Marcello par la société Lodigiani de juillet 1955 au 12 novembre 1957 et testé en 1962.
Le barrage est du type Marcello (barrage poids avec des éperons creux) et consiste en 22 éléments creux de 22 m de large chacun, 20 éperons et deux tronçons de taille ordinaire.
L'étanchéité est assurée par un dispositif constitué d'un joint recouvrant la poutre en béton armé, d'une fosse remplie de bitume chauffé électriquement, d'une feuille de cuivre de 2 mm d'épaisseur, pliée en U et immergée des deux côtés dans du béton et d'un puits de drainage de 20 cm de diamètre.
Étant donné la haute altitude, afin d'éviter que les parties intérieures des salles ne soient exposées à la formation de glace et à l'accumulation de neige, les salles ont été fermées entre les éléments avec une structure isolante.
La hauteur du barrage est de 88 m.
Le couronnement a un développement global de 563,40 m, une largeur de 3,00 m et l'épaisseur de la base est de 73,65 m.
La capacité totale de décharge au niveau de réglage maximum est de 562 m3/s.
Le bassin créé par le barrage a un volume total de 61 millions de m3.